# Bảo vệ người tiêu dùng
Bảo vệ người tiêu dùng gắn liền với ý tưởng về quyền người tiêu dùng và với sự thành lập của các tổ chức người tiêu dùng giúp người tiêu dùng lựa chọn tốt hơn trên thị trường và trợ giúp họ về các phàn nàn. Các tổ chức khác thúc đẩy việc bảo vệ người tiêu dùng bao gồm các tổ chức chính phủ và các tổ chức kinh doanh tự điều chỉnh như các cơ quan và tổ chức bảo vệ người tiêu dùng, các cán bộ thanh tra, ở Mỹ có Ủy ban Thương mại Liên bang và các Better Business Bureau (văn phòng kinh doanh tốt hơn) ở Mỹ và Canada... Lợi ích của người tiêu dùng cũng có thể được bảo vệ bằng cách thúc đẩy thương mại công bằng, cạnh tranh trực tiếp và gián tiếp và thông tin chính xác trên thị trường để phục vụ người tiêu dùng, phù hợp với hiệu quả kinh tế, nhưng chủ đề này được đối xử trong luật cạnh tranh.
Người tiêu dùng được định nghĩa là người mua hàng hoá hoặc dịch vụ để sử dụng trực tiếp hoặc sở hữu hơn là bán lại hoặc sử dụng trong chế tạo và sản xuất.
Về mặt pháp lý, người tiêu dùng được bảo vệ qua các đạo luật trong đó có Luật Bảo vệ quyền lợi người tiêu dùng. Chúng là một hình thức bao gồm những quy định của chính phủ nhằm bảo vệ quyền lợi của người tiêu dùng. Ví dụ: chính phủ có thể yêu cầu các doanh nghiệp tiết lộ thông tin chi tiết về các sản phẩm, đặc biệt ở những sản phẩm liên quan tới an toàn hoặc sức khoẻ cộng đồng, chẳng hạn như thực phẩm. Luật pháp cũng được thiết kế như là các quy định để ngăn chặn các doanh nghiệp tham gia gian lận hoặc các hoạt động không công bằng từ việc giành được lợi thế hơn so với các đối thủ cạnh tranh. Chúng cũng giúp bảo vệ bổ sung cho những người dễ bị tổn thương nhất trong xã hội.
Bảo vệ người tiêu dùng cũng có thể được đòi hỏi thông qua các tổ chức phi chính phủ và cá nhân như là hoạt động của người tiêu dùng.